# Heavy Metal Breakdown
Heavy Metal Breakdown è il primo album in studio del gruppo heavy metal tedesco Grave Digger.

## Tracce
1. Headbanging Man - 3:37
2. Heavy Metal Breakdown - 3:42
3. Back From The War - 5:35
4. Yesterday - 5:07
5. We Wanna Rock You - 4:17
6. Legion Of The Lost - 4:54
7. Tyrant - 3:18
8. 2000 Light Years from Home (Mick Jagger/Keith Richards) - 2:54
9. Heart Attack - 3:17

## Formazione
- Chris Boltendahl - voce
- Peter Masson - chitarra
- Willi Lackman - basso
- Albert Eckardt - batteria